# Magnús Erlendsson

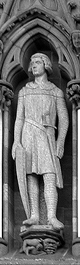
Magnús' Statue an der Fassade des Nidarosdoms in Trondheim

Magnús Erlendsson (* auf Egilsay; † 16. April 1115 ebenda) war Jarl von Orkney und ein Heiliger. Er war mit Olav II. und Harald II., den Königen von Norwegen verwandt.

## Leben
Magnús wurde als Sohn von Erlendr Þorfinnsson, Jarl von Orkney, auf der Insel Egilsay geboren. Er wird als groß und gutaussehend beschrieben. Sein Vater Erlendr und dessen Bruder Páll befehdeten sich, was Magnus der Barfüßige, König von Norwegen nutzte um die Inseln zu erobern. Er machte seinen Bastard Sigurd zum Herrn der Inseln, Páll und Erlendr wurden nach Norwegen verbannt, wo sie alsbald verstarben.
Als Magnus III. einen Feldzug nach Anglesey unternahm, mussten ihn Magnús und sein Vetter Hákon, der Sohn von Páll, begleiten. Magnús, der gute Verbindungen in Wales hatte, weigerte sich jedoch zu kämpfen, er blieb auf dem Schiff und sang Psalmen, was den König von Norwegen erboste. Magnús verließ daraufhin auf der Rückfahrt heimlich das Schiff und schwamm zu dem schottischen Festland hinüber, wo er sich verbarg, bis Magnus III. im August 1103 bei einem Raubzug in der Nähe von Downpatrick in Irland erschlagen wurde. Daraufhin verließ Sigurd Orkney, um in Norwegen König zu werden und setzte Hákon Pállsson zum Herr der Inseln ein. Magnús kehrte auf die Orkneyinseln zurück, doch Hákon machte ihn erst zum Mitherrscher, nachdem Magnús mehrere Petitionen an König Sigurd gesandt hatte (1108).
Nach einer Hetze gegen Magnús drohte die gemeinsame Regierung der Cousins wie die ihrer Väter im Bürgerkrieg zu enden. Als Hákon mit viermal so vielen Leuten als vereinbart zur Friedensverhandlung am Gründonnerstag auf Egilsay kam, ließ Magnús seine Leute ohne Kampf gehen und gab sich in Hákons Hand. Dieser ließ ihn auf Drängen der Häuptlinge von Orkney 1115 hinrichten, was er alsbald bitter bereute. Seine sterblichen Überreste wurden in der von seinem Neffen errichteten und ihm geweihten St.-Magnus-Kathedrale in Kirkwall beigesetzt. Sein Einsatz für den Frieden unter den Vettern und seine Gläubigkeit ließen ihn als Märtyrer gelten. Er hatte seiner Amme viel Land auf Egilsay vermacht und diese baute hier eine Kapelle aus Stein, die mit Tischen, Betten und Stühlen aus Stein ausgestattet war. Sie wurde zerstört und war bereits 1529 völlig zerfallen, das Gelände wurde als Ackerland genutzt. Die Londoner Kirche St Magnus the Martyr ist ihm ebenfalls geweiht.

## Rezeption
Am 11. Juli 1898 wurde Magnús von Papst Leo XIII. heiliggesprochen. Sein Gedenktag ist der 16. April.
Der Orkadische Dichter George Mackay Brown setzte ihm mit seinem Roman „Magnus“ ein literarisches Denkmal. Peter Maxwell Davies komponierte eine Hymne zu Ehren des Heiligen und schrieb eine Oper über sein Martyrium. Magnús’ Leben wird auch in zwei Sagen erzählt, in der isländischen Version der Orkneyinga saga (Saga der Orkneyjarls) und einem Gebet, das in Gälisch und Latein verfasst wurde.